# موزه اشمولین
موزه اشمولین (به انگلیسی: Ashmolean Museum) قدیمی‌ترین موزه دانشگاهی جهان واقع در آکسفورد انگلستان است که در ۱۶۸۳ توسط الیاس اشمول افتتاح شد. در این موزه مجموعهٔ ارزشمندی از نقاشی‌ها و اشیای باستانی همچون تندیس‌هایی از دوران یونان باستان و سکه‌های رومی نگهداری می‌شود. این موزه همچنین دومین موزه دانشگاهی جهان است.